# 9164 Colbert
9164 Colbert este un asteroid din centura principală de asteroizi.

## Descriere
9164 Colbert este un asteroid din centura principală de asteroizi. A fost descoperit pe 19 septembrie 1987 la Stația Anderson Mesa de Edward L. G. Bowell. El prezintă o orbită caracterizată de o semiaxă mare de 3,18 ua, o excentricitate de 0,15 și o înclinație de 3,7° în raport cu ecliptica.